# ナショナル・シアター・ライブ
- ナショナル・シアター・ライブ
- ナショナル・シアター・ライヴ

ナショナル・シアター・ライブ (英語: National Theatre Live)、略称NTライブは、ロンドンのロイヤル・ナショナル・シアターが行っている企画であり、衛星中継により、ナショナル・シアターその他の上演を世界中の映画館やアートセンターで上映するというものである。2009年に始まり、当初は映画館などでの上映だけを実施していたが、新型コロナウイルス感染症の世界的流行をきっかけに個人向けのインターネット配信事業も開始した。

## 来歴
2009年6月にヘレン・ミレン主演の『フェードル』の上演でパイロットシーズンが始まり、イギリス中の70の映画館で中継された。最終的には世界中の200以上の会場でこのプロダクションが上映され、あわせて5万人以上が1回のパフォーマンスを見たことになった。2本目のプロダクションである『終わりよければ全てよし』は合計300ほどのスクリーンで上映された。2017年時点ではNTライヴのプロダクションを上映する会場の数は700館ほどになっている。
土曜のマチネだったNation、月曜の夕方だったLondon Assurance、火曜の夕方だった『欲望という名の電車』を除き、すべてのナショナル・シアター・ライブのプロダクションは映画館の週末スケジュールと重ならないよう、木曜日の午後にパブリックビューイングの中継を行う。ほとんどの会場ではライヴ中継を上映するが、南アフリカ、オーストラリア、ニュージーランド、アメリカ合衆国、日本などの会場では時差のために撮影したプロダクションを後日上映している。多くの会場では「アンコール」と言われる、人気作品の再上映も行っている。
上映されるプロダクションのほとんどはロイヤル・ナショナル・シアターのレパートリーで上演された芝居だが、他の劇団による作品も含まれている。コンプリシテの『消え行く数字』(A Disappearing Number)は2010年10月14日にプリマスのシアター・ロイヤルから中継された。デレク・ジャコビ主演の『リア王』はドンマー・ウエアハウスのプロダクションで、2011年2月3日にコヴェント・ガーデンから中継された。2013年7月20日にはケネス・ブラナーとアレックス・キングストン主演の『マクベス』がマンチェスター国際フェスティバルから中継された。ジリアン・アンダーソン主演の『欲望という名の電車』はヤング・ヴィクから2014年9月16日に中継された。この他にもニューヨークのブロードウェイにあるロングエーカー劇場で上演された『二十日鼠と人間』など、他劇場で収録されたプロダクションはいくつかある。
2015年にバービカン・センターから中継されたベネディクト・カンバーバッチ主演『ハムレット』はナショナル・シアター・ライブ史上最大のヒットとなっており、2016年8月の時点において、世界で55万人以上が鑑賞していた。

### 日本語版
日本におけるナショナル・シアター・ライブは2014年2月、ベネディクト・カンバーバッチとジョニー・リー・ミラー主演の『フランケンシュタイン』上映から展開を開始した。カルチャヴィルとTOHOシネマズの協力によるプロジェクトであり、日本語字幕をつけて上映を行っている時差のためライヴ中継ではなく、またイギリスで収録された全てのプロダクションが上映されているわけではない。

## 上映作品
注記がないかぎりは全てナショナル・シアターで収録された上演である。日本語版が上映されたものについても注記してある。通常の長編映画とは異なる扱いであり、日本では非映画コンテンツなどと言われる。

### 2009年
- 『フェードル』– 2009年6月25日
- 『終わりよければ全てよし』 – 2009年10月1日

### 2010年
- Nation – 2010年1月30日
- The Habit of Art – 2010年4月22日
- London Assurance – 2010年6月28日

- 『消え行く数字』A Disappearing Number – 2010年10月14日
- 『ハムレット』(ロリー・キニア主演版)– 2010年12月9日。2014年に日本で上映。

### 2011年
- Fela! – 13 January 2011年1月13日
- 『リア王』–  2011年2月3日、ドンマー・ウエアハウスから中継[12]。デレク・ジャコビ主演。
- 『フランケンシュタイン』– 2011年3月17日及び24日。ベネディクト・カンバーバッチとジョニー・リー・ミラーがフランケンシュタインと怪物を交代で演じたため、収録日が2回ある。2014年、日本で初めて上映されたNTライヴの演目である。2020年、新型コロナウイルス感染症の流行に伴う劇場閉鎖のため、ナショナル・シアター・アット・ホームの一環としてウェブにて4月30日から5月8日まで無料配信された[13]。
- 『桜の園』 – 2011年6月30日

- 『一人の男と二人の主人』– 2011年9月15日。2017年に日本で上映。2020年、新型コロナウイルス感染症の流行に伴う劇場閉鎖のため、ナショナル・シアター・アット・ホームの一環としてウェブにて4月2日から9日まで無料配信された[14]。
- The Kitchen – 2011年10月6日
- Collaborators – 2011年12月1日

### 2012年
- Travelling Light – 2012年2月9日
- 『間違いの喜劇』 – 2012年3月1日
- 『負けるが勝ち』(She Stoops to Conquer) – 2012年3月29日

- 『夜中に犬に起こった奇妙な事件』 – 2012年9月6日。2016年に日本で上映。
- The Last of the Haussmans – 2012年10月11日
- 『アテネのタイモン』–  2012年11月1日

### 2013年
- The Magistrate –  2013年1月17日
- People – 2013年3月21日
- This House – 2013年5月16日
- 『ジ・オーディエンス』(The Audience)– 2013年6月13日、ウエスト・エンドのギールグッド劇場から中継。2014年に日本で上映、ヘレン・ミレン主演。
- 『マクベス』 – 2013年7月20日、マンチェスター国際フェスティバルより中継。ケネス・ブラナー、アレックス・キングストン主演。
- 『オセロー』 – 2013年9月26日[15]、2014年に日本で上映、エイドリアン・レスター、ロリー・キニア主演。

### 2014年
- 『コリオレイナス』 – 2014年1月30日、ドンマー・ウエアハウスより中継。2014年に日本で上映、トム・ヒドルストン主演。
- 『ウォー・ホース 〜戦火の馬〜』– 2014年1月27日、ウェスト・エンドのニュー・ロンドン劇場から中継されたナショナル・シアターのプロダクション。2016年に日本で上映。
- 『リア王』– 2014年5月1日[16]。2014年に日本で上映、サイモン・ラッセル・ビール主演。
- A Small Family Business – 2014年6月12日[17]
- 『スカイライト』– 2014年7月17日、ウェスト・エンドのウィンダム劇場から中継[18]。2015年に日本で上映、ビル・ナイ、キャリー・マリガン主演。
- 『メディア』 – 2014年9月4日[19]。2021年7月にヘレン・マックロリーの追悼企画として日本で上映[20]。
- 『欲望という名の電車』 – 2014年9月16日[8]。2015年に日本で上映、ジリアン・アンダーソン主演。
- JOHN – 2014年12月9日[21]。

### 2015年
- 『宝島』 –  2015年1月22日。2015年に日本で上映。2020年、新型コロナウイルス感染症の流行に伴う劇場閉鎖のため、ナショナル・シアター・アット・ホームの一環としてウェブにて4月16日から23日まで無料配信された[14]。
- Behind the Beautiful Forevers –  2015年3月12日[22]
- 『橋からの眺め』 - 2015年3月26日、ウェスト・エンドのウィンダム劇場より中継したヤング・ヴィクのプロダクション。2016年に日本で上映、マーク・ストロング主演。
- 『ハード・プロブレム』 – 2015年4月16日[23]。2016年に日本で上映。
- 『人と超人』 - 2015年5月14日。2016年に日本で上映。レイフ・ファインズ、インディラ・ヴァルマ主演。
- 『万人』(Everyman)– 2015年7月16日[24]。チュイテル・イジョフォー主演。

- 『伊達男の計略』(The Beaux' Stratagem)– 2015年9月3日
- 『ハムレット – 2015年10月15日、バービカン・センターから中継。2016年に日本で上映。ベネディクト・カンバーバッチ主演。
- 『二十日鼠と人間』 – 2015年11月19日、ニューヨーク、ブロードウェイのロングエーカー劇場から中継。2015年に日本で上映[25]。ジェームズ・フランコ、クリス・オダウド主演。
- 『ジェーン・エア』 – 2015年12月8日。2020年、新型コロナウイルス感染症の流行に伴う劇場閉鎖のため、ナショナル・シアター・アット・ホームの一環としてウェブにて4月9日から16日まで無料配信された[14]。2021年12月3日に日本で上映[26]。

### 2016年
- 『危険な関係』 – 2016年1月28日
- 『お気に召すまま』 – 2016年2月25日、2017年に日本で上映
- 『ハングメン』 – 2016年3月3日、ウェスト・エンドのウィンダム劇場より中継されたロイヤル・コート劇場のプロダクション。2017年に日本で上映。
- 『深く青い海』- 2016年9月1日。2017年に日本で上映。
- 『三文オペラ』- 2016年9月22日。2017年に日本で上映。ロリー・キニア主演。
- 『誰もいない国』 - 2016年12月15日、ウェスト・エンドのウィンダム劇場より中継。2017年に日本で上映。イアン・マッケラン、パトリック・スチュワート主演。

### 2017年
- 『アマデウス』 - 2017年2月2日。2018年に日本で上映。
- 『聖女ジョーン』 - 2017年2月16日、ドンマー・ウェアハウスより中継。
- 『ヘッダ・ガーブレル』 - 2017年3月9日。2017年に日本で上映。
- 『十二夜』- 2017年4月6日。2020年、新型コロナウイルス感染症の流行に伴う劇場閉鎖のため、ナショナル・シアター・アット・ホームの一環としてウェブにて4月23日から30日まで無料配信された[14]。2021年10月8日に日本で上映[27]。
- 『ローゼンクランツとギルデンスターンは死んだ』- 2017年4月20日、オールド・ヴィック・シアターから中継。2018年に日本で上映。
- 『郵便配達は二度ベルを鳴らす』 - 2017年5月11日、バービカンから中継
- 『ヴァージニア・ウルフなんかこわくない』 - 2017年5月18日、ウェスト・エンドのハロルド・ピンター劇場より中継[28]。2019年3月に日本で上映[29]。
- 『ピーター・パン』 - 2017年6月10日、2016-2017年のクリスマスにナショナル・シアターで上演された演目のレコーディング。
- 『サロメ』 - 2017年6月22日。
- 『エンジェルス・イン・アメリカ　第1部：至福千年紀が近づく』 - 2017年7月20日。2018年に日本で上映。
- 『エンジェルス・イン・アメリカ　第2部：ペレストロイカ』 - 2017年7月27日。2018年に日本で上映。
- 『イェルマ』 - 2017年8月31日、ヤング・ヴィクより中継。2018年に日本で上映。
- 『フォーリーズ』 - 2017年11月16日[30][31]。2018年に日本で上映。
- 『ヤング・マルクス』- 2017年12月、ブリッジ・シアターより中継[32]。2018年に日本で上映。

### 2018年
- 『熱いトタン屋根の猫』 - 2018年2月、ヤング・ヴィクより中継。
- 『ジュリアス・シーザー』- 2018年3月、ブリッジ・シアターより中継[33]。2018年11月～12月に日本で上映[34]。
- 『マクベス』 - 2018年、ロリー・キニア主演[35]。2019年2月に日本で上映[36][29]。
- 『令嬢ジュリー』 - 2018年9月[37]。
- 『アレルヤ！』 - 2018年9月20日、ロンドンのブリッジ・シアターより中継[38]。2019年7月に日本で上映[38]。
- 『リア王』 - 2018年9月27日、イアン・マッケラン主演、チチェスター・フェスティバルが製作したプロダクションをロンドンより中継[39]。2019年4月に日本で上映[40]。
- 『英国万歳!』 - 2018年11月[41]。2019年5月～6月に日本で上映[42]。
- 『アントニーとクレオパトラ』 - 2018年12月、レイフ・ファインズ、ソフィー・オコネドー主演[43]。2019年6月に日本で上映[44]。2020年、新型コロナウイルス感染症の流行に伴う劇場閉鎖のため、ナショナル・シアター・アット・ホームの一環としてウェブにて5月7日から5月14日まで無料配信された[13]。

### 2019年
- 『リチャード二世』- 2019年1月15日、サイモン・ラッセル・ビール主演版をアルメイダ劇場より中継[45]。同年9月に日本で上映[45]。
- I'm Not Running - 2019年1月[46]。
- 『イヴの総て』- イヴォ・ヴァン・ホーヴェ演出、ジリアン・アンダーソン、リリー・ジェームズ主演、映画の舞台化[47]。2019年4月11日にノエル・カワード劇場より中継[47]。同年11月に日本で上映[47]。
- 『みんな我が子』- アーサー・ミラーによる作品をサリー・フィールド、ビル・プルマン主演で上演[48]。2019年5月14日、オールド・ヴィック・シアターより中継[48]。同年10月に日本で上映[48]。
- 『スモール・アイランド』- 6月27日にナショナル・シアターより中継[49]。2020年6月に日本で上映[50]。
- 『リーマン・トリロジー』- サム・メンデス演出、サイモン・ラッセル・ビール主演、7月25日にピカデリー・シアターより中継[51]。2020年2月に日本で上映[52]。
- 『フリーバッグ』 - フィービー・ウォーラー＝ブリッジ作・主演、9月12日にソーホー・シアターより中継[53]。2020年3月に日本で上映[54]。
- 『夏の夜の夢』- グェンドリン・クリスティー他出演、10月17日にブリッジ・シアターより中継[55]。2020年7月に日本で上映[56]。
- 『ハンサード』- 11月7日にナショナル・シアターより中継[57]。2021年1月15日に日本で上映[58]。
- 『プレゼント・ラフター』 - ノエル・カワード作、アンドルー・スコット他出演、11月28日にオールド・ヴィック・シアターより中継[59]。2020年10月9日に日本で上映[60]。

### 2020年
- 『シラノ・ド・ベルジュラック』 - ジェイミー・ロイド演出、ジェームズ・マカヴォイ主演、2020年2月20日にプレイハウス・シアターより中継[61]。2021年1月に日本で上映[62]。
- The Welkin - 2020年5月21日、ナショナル・シアターより中継[63]。
- 『レオポルトシュタット』 - 2020年6月に中継を予定していたが、新型コロナウイルス感染症の世界的流行により中止[64]。
- Jack Absolute Flies Again - 2020年7月に中継を予定していたが、新型コロナウイルス感染症の世界的流行により中止[65]

### 2022年
- 『レオポルトシュタット』 - 2022年1月27日に中継[66]。
- The Book of Dust – La Belle Sauvage - 2022年2月17日に中継予定[66]。
- 『ヘンリー五世』 - 2022年4月21日に中継予定。

## ナショナル・シアター・アット・ホーム
2020年、新型コロナウイルス感染症の流行による劇場閉鎖に伴い、ナショナル・シアター・ライブの作品のうち『一人の男と二人の主人』、『ジェーン・エア』、『宝島』、『十二夜』の4本が、「ナショナル・シアター・アット・ホーム」として4月に1週間ずつウェブで無料配信された。4月末から5月にかけて『フランケンシュタイン』と『アントニーとクレオパトラ』も配信された。
2020年11月にはオンデマンドストリーミングサービスとして新たに有料のナショナル・シアター・アット・ホームが開始された。ナショナル・シアタ－・ライヴの作品を中心にアーカイヴの上演映像を配信する。

## 受容
イギリスでは当初、ナショナル・シアター・ライブがライヴパフォーマンスのチケット売り上げに悪影響を与えることが懸念されていた。しかしながら、ナショナル・シアター・ライブのせいでライヴ公演のチケットが売れなくなるという兆しはないことが指摘されている。
日本においては、イアン・マッケラン主演の『リア王』など注目度の高い演目を「海外へ行かずして日本の映画館で見られるのは貴重な機会」であるとして評価されており、演劇ファンの間では「好評」を博しているとされる。中本千晶は、あまり舞台を見に行ったことのない観客にもすすめられるシリーズであり、「日本でも定着しつつある」と評価している。